# Curuçá
Curuçá est une municipalité brésilienne située dans l'État du Pará.